# Дом Альда
Дом А́льда — издательство с собственной типографией, основанное Альдом Мануцием в 1494 году в Венеции. Существовало до конца XVI века. Книги, напечатанные в Доме Альда, принято называть альдинами. Благодаря своему изяществу, выверенным пропорциям, простоте набора и красоте шрифтов, альдины считаются шедеврами книгопечатания эпохи Возрождения.

## История издательства
Дом Альда — одно из первых издательств. В начальный период книгопечатания (вторая половина XV века) печатник часто был одновременно владельцем пресса (типографии), издателем, редактором, корректором, а иногда и автором. Ему помогало несколько подмастерьев. Альд Мануций одним из первых создал именно издательство со штатом корректоров и редакторов.
Первым делом Мануций решил печатать книги на греческом языке, которому «казалось, грозили гибель и забвение». Сам Мануций был большим знатоком греческого и свободно на нем говорил. В Венеции существовала греческая колония, куда бежали спасавшиеся от турецкого владычества греки. Здесь Мануций нашел нужные рукописи и сотрудников. Деньги на устройство типографии дал князь Альберто Пио ди Карпи, которого Мануций когда-то обучал языкам.

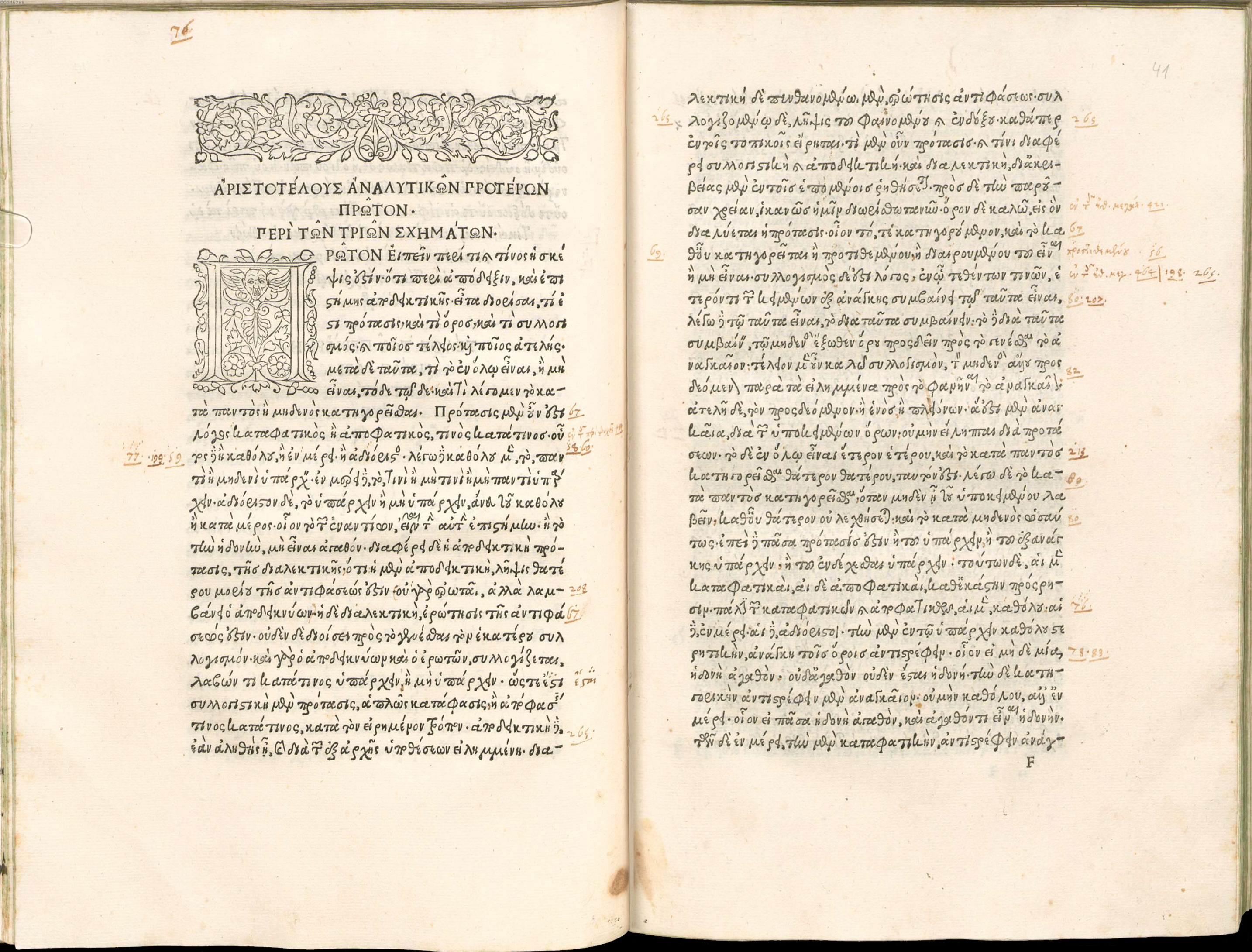
Разворот из сочинений Аристотеля

### Сочинения Аристотеля
Первые книги Альда, по традиции раннего книгопечатания, были большого формата ин-фолио. Шрифты для них гравировал Франческо Гриффо, уже известный к тому времени гравер. Для этих книг он сделал латинский и греческий шрифты. Последний был основан на рукописях греческих каллиграфов.
Наиболее знаменито из этих греческих изданий собрание сочинений Аристотеля в 5 томах (1495—1498). Как и многие другие книги инкунабельного периода (1452—1500), «Аристотель» украшен орнаментом. Главы начинаются с ксилографических «плетеных» заставок и больших инициалов. Впоследствии Альд Мануций полностью откажется от орнамента. Концы глав набраны «косынкой», абзацные отступы используются редко. Над полосой — переменный колонтитул.
Как отмечает В. Лазурский, первые фолианты Мануция наиболее интересны с точки зрения набора и верстки. Мануций и его печатники сперва экспериментировали с формой, прежде чем пришли к её окончательному варианту, который в более поздних книгах почти неизменен.

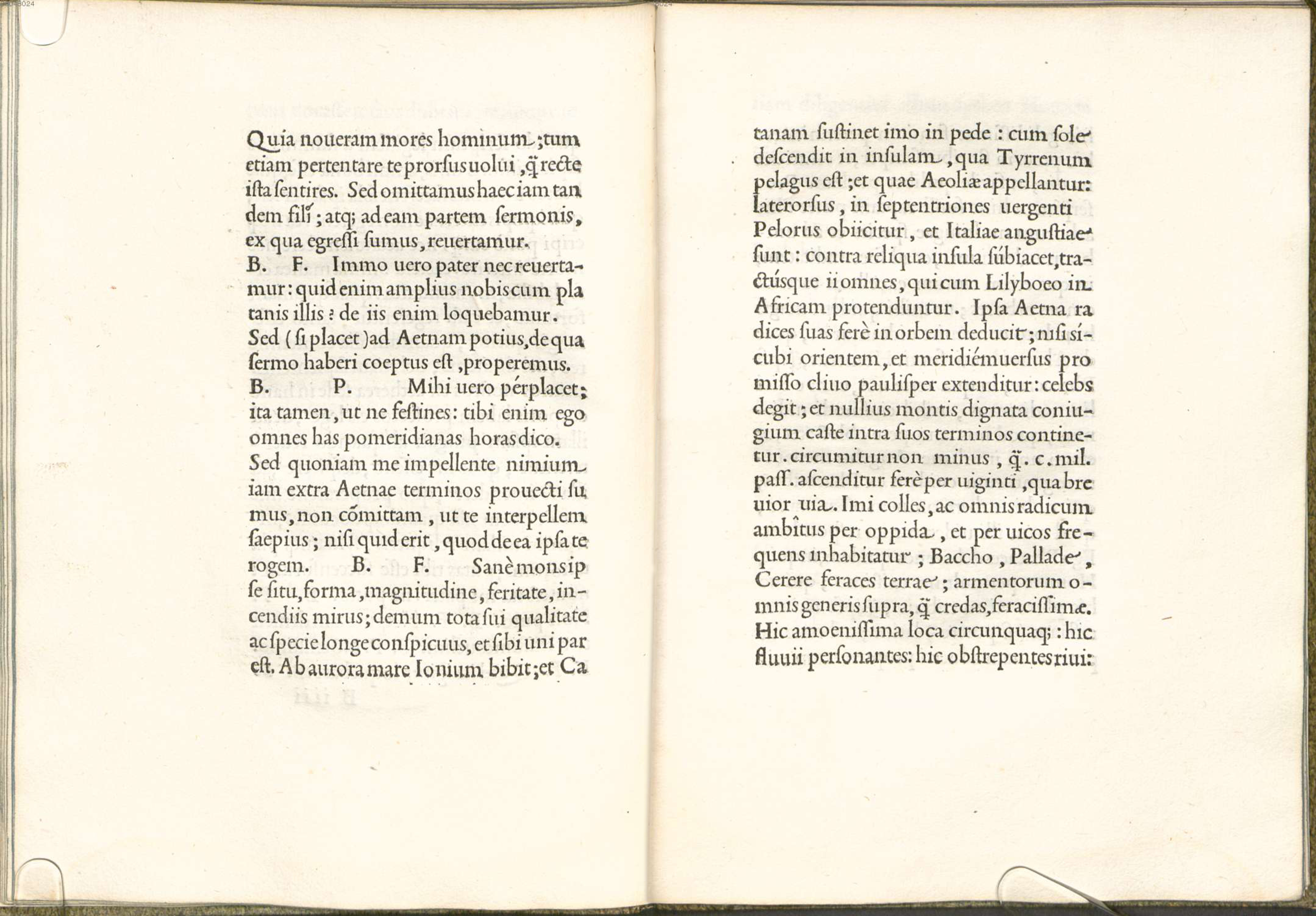
Разворот книги «Об Этне»

### Об Этне
В 1496 году Мануций издал небольшую книжку ин-кварто «Об Этне». Это был диалог, написанный другом Альда, Пьетро Бембо. С этого времени издатель начинает печатать сочинения на латинском и итальянском языках.
Шрифт для неё выгравировал Франческо Гриффо. Одинаковые литеры в нем слегка варьируются, что создает живость в наборе, лишенном каких-либо дополнительных украшений. Простое, аскетичное оформление книги сильно отличает её от книг инкунабельного периода. В ней нет ни орнаментов, ни заставок. Текст начинается с маленького инициала, вынесенного на поле. В книге нет и титульного листа.
Пропорции полей в книге — 3:4, пропорции полосы — 2:3. Благодаря узкой полосе набора увеличены внешние поля в книге, возможно, для того, чтобы было удобнее оставлять заметки. Текст набран крупным шрифтом. Отношение кегля шрифта к интерлиньяжу — 5:8 (золотое сечение). Абзацные отступы в книге отсутствуют.

### Сон Полифила
В 1499 году Альд выпустил роскошное иллюстрированное фолио — «Гипнэротомахию Полифила». Гриффо сделал для книги новый шрифт (улучшенную версию шрифта «Этны»). Кроме того, книга содержит около 170 обрезных ксилографий неизвестного художника (так называемого Мастера Полифила).
Весьма примечательна верстка книги. Вместе с иллюстрациями она создаёт сложные композиции, которые варьируются почти на каждом развороте. Один из текстов книги (эпитафия Полии) набран нарочито небрежно, словно в попытке передать взволнованные чувства героя. Такой приём предвосхищает книжные эксперименты XX века, начатые Аполлинером и Маринетти.
Концевые полосы набраны в форме «косынок», кораблей и чаш. Текст книги предполагает изображения предметов с надписями на различных языках. Все они выполнены в виде ксилографий, текст надписей иногда впечатан отдельно поверх иллюстрации.
М. И. Щелкунов писал об этой знаменитейшей книге Альда, вышедшей в декабре 1499 года:
«…этим изданием Альд как бы подводит итоги всех достижений типографского искусства к концу XV века».

### Маленькие альдины
Занявшись печатанием латинских классиков, Мануций первым придумал издать серию карманных книг. Эти «маленькие альдины» формата ин-октаво, собственно, и прославили издательство Альда. Франческо Гриффо изготовил удобный для чтения, но мелкий и убористый шрифт нового начертания, ныне известный как курсив. Сперва же его называли «альдинским», и использовали не для выделений в тексте, а набирали им всю книгу целиком. Историк Ренуар писал по поводу курсива Гриффо:
…новый шрифт имел большое преимущество — походил на красивый каллиграфический почерк, что «должно было нравиться в то время, когда большинство книг оставались еще рукописными».
Книги маленького формата были гораздо удобней для светского читателя эпохи Возрождения, который вел подвижный образ жизни, много читал и путешествовал, чем громоздкие средневековые фолианты. К тому же, маленькие альдины стоили дешевле. Изданы они были так же тщательно и аккуратно, как и все другие книги Мануция. Всё это сделало их необычайно популярными. Первой такой книгой стали сочинения Вергилия, вышедшие в 1501 году.
Вскоре «маленькие альдины» стали копироваться другими печатниками. Поначалу копировался только шрифт, формат, но позже недобросовестные издатели стали перепечатывать книги полностью, вместе с предисловиями Альда. Мануций уволил нескольких работников, которые, видимо, украли шрифт, а в каждой книге начал печатать свою знаменитую издательскую марку — дельфина, обвивающего якорь. Иногда её сопровождал девиз: «festina lente», то есть «спеши медленно». В своем «Обращении к читателю» Мануций подробно описал, как отличить настоящую альдину от поддельной.
«…Печатают в настоящее время, насколько я знаю, в Лионе шрифтами, очень похожими на наши сочинения: Вергилия, Горация, Ювенала, Персия, Марциала, Лукана, Катулла, Тибулла и Проперция, Теренция, — все эти сочинения без имени печатника, без обозначения места и года, и когда они закончены. Напротив, на наших экземплярах найдут вот что: „в Венеции. Дом Альда“, и год издания. Кроме того, на тех нет никакого особого знака; на наших — стоит дельфин, обвивающий якорь (как это видно ниже). Кроме того, бумага на тех худшая и, я не знаю почему, с зловонным запахом; а буквы имеют… какой-то галльский тип. Заглавные буквы совсем безобразные. Кроме того, согласные не слиты с гласными, они отделены. В наших изданиях, наоборот, почти все слиты и подражают написанию от руки, стоит дать себе труд, чтобы видеть…»

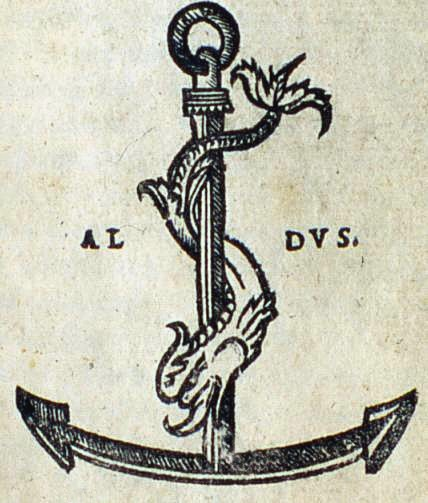
Издательская марка Дома Альда

Самым решительным шагом Мануция стало обращение в Сенат с просьбой предоставить привилегию на печатание курсивом. Привилегия, сроком на 10 лет, была выдана ему папой Александром VI в 1502 году, и позже неоднократно продлевалась. Это, в свою очередь, послужило причиной разрыва между Мануцием и Франческо Гриффо, который, собственно, и был автором курсива. Гриффо пришлось переехать в Фано, где привилегия не действовала, и там он нарезал ещё несколько шрифтов, в частности, курсив для печатника Сончино. Впоследствии (1530) этот курсив был скопирован Клодом Гарамоном, как и антиква «Полифила».
Мануций же к тому времени обладал достаточным количеством разных шрифтов, и больше в них не нуждался. Все его последующие книги набраны старыми шрифтами Гриффо.
По оформлению «маленькие альдины» схожи с изданиями Альда ин-фолио, которые имеют те же пропорции. В целом, оформлены книги изящно и очень просто. Из нововведений: курсив, издательская марка. Вместо инициалов оставлены пустые места для рукописных буквиц.

## После Альда
Альд Мануций умер в 1515 году, и дело перешло к его тестю, Андреа Торрезани. Дом Альда продолжал издавать книги, в том числе «маленькие альдины», до 1529 года. В 1519 году была издана греческая Библия. В 1533 году издательство вновь было открыто Паоло Мануцием, сыном известного печатника. В целом, книги готовились так же аккуратно, их оформление менялось мало, следуя лишь общим тенденциям. Так, вскоре после смерти Альда вышла альдина, напечатанная в две краски. Во втором издании «Полифила» (1545), помимо двух старых титульных листов, содержится третий, подобный современным титульным листам. В 1574 году издательство «Сыновья Альда» (так оно тогда называлось) унаследовал Альд Мануций младший, сын Паоло. Окончательно издательство закрылось после его смерти в 1597 году.

## Значение и дальнейшее влияние
С Альдом сотрудничали выдающиеся деятели Возрождения: Максим Грек, Пьетро Бембо, Эразм Роттердамский. Шрифты для Альда вырезал один из лучших граверов того времени — Франческо Гриффо. Хотя сам Мануций был редактором и корректором, а не печатником, но он постоянно стремился улучшить качество и искусство печатания. Он осуществил ряд нововведений, которые используются и сейчас. Среди них: флаговый набор, отступ в круглую, «типографские забавы» (в Полифиле), постраничная нумерация, и т. д. Красота альдин общеизвестна, а сами книги считаются образцом «классической типографики». Всё это говорит о том, что под руководством Альда Мануция в его издательстве трудились выдающиеся, хотя и неизвестные нам, печатники.
Клод Гарамон скопировал для Этьенов («французских Альдов») шрифты Гриффо уже в первой трети XVI века. Впоследствии, шрифты Гарамона и Гриффо неоднократно копировались, и существуют сегодня в нескольких цифровых версиях.